# Вінскі
Вінскі (ест. Vinski), також Вінске, Соовере, Киргемяе, Віннускі — село в Естонії, входить до складу волості Меремяе, повіту Вирумаа.